# Релікварій святого Мавра
Релікварій святого Мавра — відомий середньовічний релікварій у якому знаходяться мощі святого Мавра, друга з трьох головних за значимістю реліквій Чеської республіки.

## Опис
Широко відома пам'ятка романської культури першої третини XIII століття. Релікварій виготовлений із позолоченого срібла та позолоченої міді, прикрашений майже двома сотнями дорогоцінного каміння, барельєфами та фігурками, філігранню та карбуванням, емалевими дощечками з фігурним різьбленням та геометричним малюнком, червленими пластинами. Філігрань прикрашена дорогоцінним і напівдорогоцінним камінням (халцедон, яшма, агат, онікс, гірський кришталь, сапфір), між ними знаходяться античні геми з м'яким різьбленням. У гребінці релікварію вміщено кристали гірського кришталю.
Належить до домікових або тумбових релікварій, широко поширених у середньовічній Європі. Має прямокутну форму із розмірами 140×42 см та 65 см висоти.

## Історія
Релікварій було виготовлено у XI ст. для бенедиктинського абатства у Флорені (сучасна Бельгія) для зберігання мощей святого Іоанна Хрестителя, святого Мавра та святого Тимофія.
Під час Французької революції монастир зазнав руйнації, все його майно було знищено чи розкрадено. Одним з небагатьох цінностей, що збереглися, був релікварій св. Мавра. Там в одній із ризниць костелу серед старих меблів його знайшли герцогом Альфредом де Бофорт-Спонтеном, який запропонував управлінню церковними землями викупити знахідку за 2500 франків.
У 1838 церковна влада продала герцогу релікварій. Той власним коштом (3 000 франків) провів реставрацію і потім дозволив показати його на виставці у Брюсселі. Після закінчення виставки сім'я Бофортів в 1888 перевезла релікварій у свій маєток у Бечові-над-Теплою (зараз у Чехії, за 30 км від Карлових Вар).
Наприкінці Другої світової війни Бофорти виїхали із Чехословаччини. Перед втечею з країни вони сховали релікварій під підлогу готичної каплиці у фортеці, сподіваючись, що незабаром за ним повернуться. Понад 40 років ця унікальна реліквія пролежала у землі, піддаючись впливу вологості та корозії.
5 листопада 1985, після довгих пошуків криміналісти Чехії виявили захований скарб. Релікварій було сильно пошкоджено, відновлення тривало на 11 років.
У 2002 відреставрована реліквія була виставлена для відвідувачів замку Бечов.
З листопада 2010 до лютого 2011 перебував на виставці у Владиславівській залі в Празькому Граді поряд з копією чеських коронаційних регалій.
Вважається одним із найцінніших пам'яток ювелірного мистецтва на території Чеської Республіки.